# Turpio
Turpio (popř.Turpion) (? – 4. října 863) byl franský šlechtic, první hrabě z Angoulême.

## Životopis

### Původ
Stejně jako u jeho bratrů Emenona a Bernarda není přízeň s rodem Wilhelmovců jistá, avšak možná.

### Hrabětem v Angoulême
Přestože on i jeho bratři stáli věrně při akvitánském králi Pipinovi I., po jeho smrti roku 838 nastal mezi nimi i v království rozkol. Panovník Svaté říše římské, císař Ludvík I. Pobožný, neuznal nároky na Akvitánii pro syna předchozího (a svého vnuka) Pipina II., ale proklamoval zde za nového panovníla svého syna z druhého manželství s Juditu Welfskou, příštího císaře Karla II. Holého.
Císaři oddaný biskup v Poitiers Ébroïn († 18. duben 854) dokázal značnou část akvitánské šlechty přesvědčit, aby se přiklonila na stranu císaře a přijala jeho syna Karla za akvitánského krále. V opozici zůstal Emenon, hrabě z Poitiers, jeho bratr Bernard a menší část šlechty. Ti provolali Pipina II. králem, avšak revolta dlouho netrvala a Emenon i Bernard byli zbaveni vlivu i titulů v Poitiers, které obdržel Ramnulf z rodu Ramnulfovců, synovec Geralda, hraběte z Auvergne.
Turpio se na stranu bratří nepřiklonil, a tak obdržel (či byl potvrzen v úřadu) hrabství Angoulême, jakožto její první hrabě z období vlády Karlovců. Poskytl azyl i svému bratru Emenonovi, který se později s vládnoucí dynastií usmířil a po smrti Turpia se stal krátce až do svého skonu (roku 866) hrabětem v Angoulême.
Když na podzim roku 863 vtrhli Vikingové v ústí řeky Loiry do Akvitánie, pokusil se Turpio příval těchto seveřanů zadržet. Padl v bitvě u Saintes hned 4. října, přičemž v boji zabil náčelníka těchto mořských nájezdníků.
Jesli byl ženatý a měl potomky, není známo.